# Матићеви дани
Манифестација „Матићеви дани” одржава се континуирано од 1982. године у Ћуприји, почетком септембра, у част Душана Матића, књижевника и академика. У оквиру ње се додељује Награда „Матићев шал”"Матићеви дани" су најважнија манифестација коју Библиотека организује, а истовремено то је и најзначајнија културна манифестација у граду.

## Историјат и опис манифестације
Манифестација „Матићеви дани“ одржава се континуирано већ 37 година у Ћуприји, почетком септембра, у част Душана Матића, књижевника и академика. Циљ манифестације је, пре свега, промоција и афирмација младих литерарних ствараоца, сећање на дело и рад Душана Матића, одржавање културних и традиционалних вредности, али и нових тенденција у савременом стваралаштву у области културе и уметности.
Душан Матић, писац, филозоф, песник, сликар, члан Српске академије наука и уметности, предавач на Факултету драмских уметности у Београду, један је од најзначајнијих представника надреализма у Србији. Његова свестраност и авангардна оријентација опредељују и улогу и значај саме Манифестације, као и њено осмишљавање и спровођење. Из тих разлога Манифестација се одржава у трајању од 8 дана, а присутни су сви видови уметности, као и критичко разматрање уметности и културе уопште, кроз сагледавање њиховог значаја и утицаја на културни живот Србије.
Програм манифестације је замишљен са намером да се тај авангардни дух огледа у сваком сегменту појединачно, а као низ културних дешавања која ће својим садржинама привући најразличитију публику. Награда „Матићев шал” је по дефиницији награда која се додељује младом песнику до 27 година старости за његову прву песничку књигу, под условом да је објављена у текућој години. Поред Бранкове награде која се додељује у Сремским Карловцима – за песнике до 27. година, ово је, колико смо ми упознати, једина књижевна награда која се додељује за поетско стваралаштво, а која, поред признања књижевне вредности првенца младог аутора, има за циљ мотивацију аутора да настави да се бави започетим радом. Ова награда је отворила путеве многим, данас афирмисаним писцима – песницима, значајним именима српског песништва данашњице.
О добитнику награде одлучује стручни жири чији су чланови угледни књижевници и поштоваоци дела Душана Матића. Међу члановима жирија претходних година били су, поред осталих, Драшко Ређеп, Мирослав Буца Мирковић, Милош Петровић, Вук Крњевић, Мома Димић, Срба Игњатовић, Слободан Ракитић, Радомир Андрић и друга значајна имена књижевне критике у Србији и књижевни ствараоци.
Награда се састоји од шала, као препознатљивог дела одеће Душана Матића, плакете и новчаног износа и додељује се на завршној свечаности приликом проглашења добитника награде.
Округли сто, обавезни део Матићевих дана, је место на коме најеминентнији стручњаци из области књижевне критике и историје књижевности на задату тему и кроз анализу Матићевог стваралачког рада, полемишу о књижевности и култури у Србији данас.

## Илустрација и приказ дешавања у оквиру једне од манифестација
Душан Матић је био активан у многим културним установама, институцијама, удружењима (декан Факултета драмских уметности, председник Удружења књижевника Србије, члан Програмског савета БИТЕФ-а, председник Југословенско-француског друштва и др.). Несумњиво је да је његов утицај на културни живот ондашње Југославије био значајан, као и да је његов допринос у повезивању културе наше државе са културама других земаља, а пре свега Француске, био велики. Као пример једног од дешавања, која се организују у оквиру ове манифестације, навешћемо Округли сто – научни скуп који се одржао у оквиру прошлогодишњих 37. Матићевих дана на тему: Утицај Душана Матића на културни живот Србије и Југославије и културна сарадња са Француском.
На овом Округлом столу – научном скупу учествовали су еминентни научни радници и ствараоци из културног и образовног живота Србије
- Проф. др Јелена Новаковић (Београд), професор француског језика и књижевности на Филолошком факултету у Београду, председник Друштва српско-француског пријатељства;
- Борислав Радосављевић (Јагодина), књижевник, новинар и публициста, дугогодишњи уредник часописа Нови пут.
- Ђорђе Петковић (Параћин), књижевник и књижевни критичар;
- Снежана Николић (Шид), докторанд на Филозофском факултету у Новом Саду.